# Меморіал Івана Глінки 2008
Меморіал Івана Глінки (англ. Ivan Hlinka Memorial) — 18-й міжнародний юніорський хокейний турнір.

## Група АБржецлав
| М  | Команда   | І | В | ВО | ПО | П | Ш     | О |
| -- | --------- | - | - | -- | -- | - | ----- | - |
| 1. | Росія     | 3 | 3 | 0  | 0  | 0 | 16:7  | 9 |
| 2. | Фінляндія | 3 | 1 | 1  | 0  | 1 | 11:13 | 5 |
| 3. | Чехія     | 3 | 1 | 0  | 1  | 1 | 8:7   | 4 |
| 4. | США       | 3 | 0 | 0  | 0  | 3 | 8:16  | 0 |

- США -  Росія 1-5 (1-2,0-1,0-2)
- Чехія -  Фінляндія 1-2 Б (0-0,1-0,0-1,0-0,0-1)
- Фінляндія -  США 6-5 (1-1,1-3,4-1)
- Чехія -  Росія 2-4 (1-1,0-2,1-1)
- Росія -  Фінляндія 7-4 (2-2,0-2,5-0)
- Чехія —  США 5-2 (1-0,2-1,2-1)

## Група ВП'єштяни
| М  | Команда    | І | В | ВО | ПО | П | Ш     | О |
| -- | ---------- | - | - | -- | -- | - | ----- | - |
| 1. | Канада     | 3 | 3 | 0  | 0  | 0 | 18:7  | 9 |
| 2. | Швеція     | 3 | 2 | 0  | 0  | 1 | 19:11 | 6 |
| 3. | Словаччина | 3 | 1 | 0  | 0  | 2 | 9:16  | 3 |
| 4. | Швейцарія  | 3 | 0 | 0  | 0  | 3 | 6:18  | 0 |

- Канада -  Швейцарія 5-3 (1-1,2-0,2-2)
- Словаччина -  Швеція 5-6 (1-2,2-2,2-2)
- Швеція -  Канада 3-4 (1-1,0-2,2-1)
- Словаччина -  Швейцарія 3-1 (1-1,1-0,1-0)
- Швейцарія -  Швеція 2-10 (1-4,0-4,1-2)
- Словаччина —  Канада 1-9 (1-4,0-3,0-2)

## Фінальна стадія

### Матч за 7 місце
- США —  Швейцарія 6-5 (2-2,3-2,1-1)

### Матч за 5 місце
- Чехія —  Словаччина 4-3 (2-1,1-2,1-0)

### Матч за 3 місце
- Швеція -  Фінляндія 3-2 (1-1,2-0,0-1)

### Фінал
- Канада -  Росія 6-3 (3-1,1-0,2-2)